# Apam balik

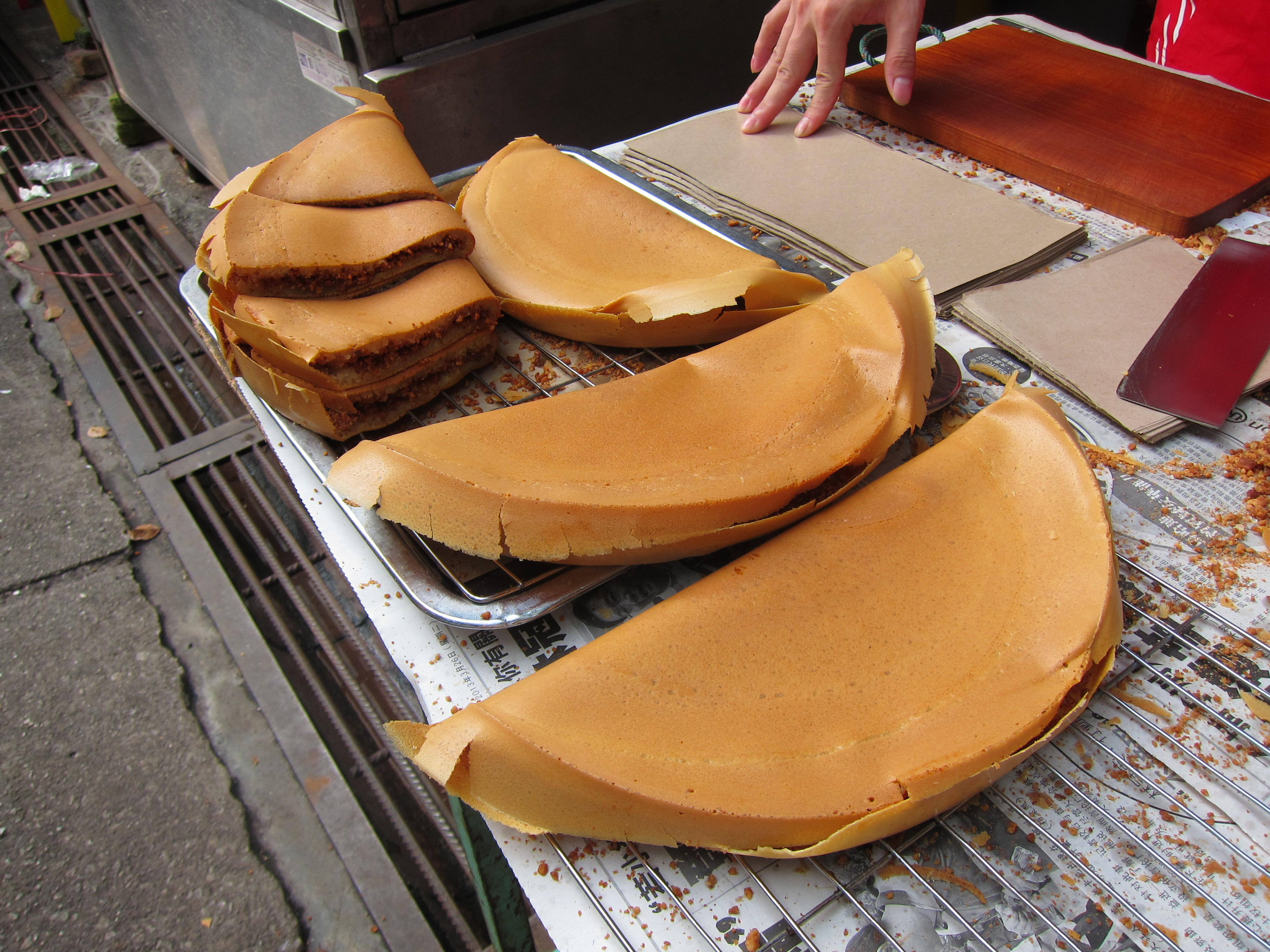
Apam balik géante en Malaisie.

L'apam balik est une variété de crêpe cuite à la plancha, courante en Asie du Sud-Est et habituellement vendue au bord des routes à Brunei, en Indonésie, à Singapour et en Malaisie.
La pâte à crêpe est préparée à partir d'un mélange de farine, d'œufs, de sucre, de bicarbonate de soude, de lait de noix de coco et d'eau.